# Szeparábilis differenciálegyenlet
A matematikai analízisben szeparábilis (vagy szétválasztható változójú) differenciálegyenletnek olyan közönséges elsőrendű differenciálegyenletet nevezünk, mely előáll
{\displaystyle y'=f(x)\!\cdot \!g(y)\,}
szorzat alakban, ahol f és g két, intervallumon értelmezett függvény, y pedig – a keresett függvény – olyan differenciálható függvény, mely az f értelmezési tartományából a g értelmezési tartományába képez és y értelmezési tartományának minden x pontjára teljesül az {\displaystyle {\mbox{ }}_{y'(x)=f(x)\cdot g(y(x))\,}} egyenlőség.
A változói szeparálásával oldható meg sok parciális differenciálegyenlet is. Ekkor szeparábilis megoldásnak nevezzük az olyan megoldást, mely előáll
z(x1,x2,…,xn) = f1(x1)+ f2(x2)+ … +fn(xn) vagy
z(x1,x2,…,xn) = f1(x1){\displaystyle \cdot }f2(x2){\displaystyle \cdot } … {\displaystyle \cdot }fn(xn)
alakban.

## Formális megoldás
Tegyük fel, hogy az
{\displaystyle y'=f(x)\!\cdot \!g(y)\,}
szeparábilis differenciálegyenlet esetén f és g folytonos és g sehol sem nulla. Ekkor a megoldás formális lépései a következők:
| {\displaystyle {\frac {\mathrm {d} y}{\mathrm {d} x}}}            | {\displaystyle =\,} | {\displaystyle f(x)\!\cdot \!g(y)\,}                  |                             |
| {\displaystyle {\frac {\mathrm {d} y}{g(y)}}}                     | {\displaystyle =\,} | {\displaystyle f(x)\,\mathrm {d} x\,}                 |                             |
| {\displaystyle \textstyle \int {\cfrac {1}{g(y)}}\,\mathrm {d} y} | {\displaystyle =\,} | {\displaystyle \textstyle \int f(x)\,\mathrm {d} x\,} |                             |
| {\displaystyle H(y)\,}                                            | {\displaystyle =\,} | {\displaystyle F(x)+C\,}                              | implicit általános megoldás |
| {\displaystyle y(x)\,}                                            | {\displaystyle =\,} | {\displaystyle H^{-1}(F(x)+C)\,}                      | explicit általános megoldás |
| ----------------------------------------------------------------- | ------------------- | ----------------------------------------------------- | --------------------------- |

ahol C olyan tetszőleges konstans, mellyel a H-1{\displaystyle \circ }(F+C) függvénykompozíció nem elfajuló (vagyis az értelmezési tartományának van belső pontja).
Gyakran a H függvénynek (az 1/g primitív függvényének) olyan az alakja, hogy nem lehet felírni elemi függvények segítségével az inverzét. Ekkor vagy meghagyjuk implicit alakban a megoldást, vagy az inverzfüggvény-tételre hivatkozva lokális megoldásra utalunk.
Ha adott y0 = y(x0) kezdeti feltételt kielégítő megoldást keresünk, akkor a H(y0) = F(x0)+C egyenletből kell kifejeznünk C-t és megkapjuk az adott kezdeti feltételt kielégítő partikuláris megoldást.

## Egzisztencia-unicitás tétel
Tétel – Ha f : {\displaystyle I} {\displaystyle \rightarrow } R és g : {\displaystyle J} {\displaystyle \rightarrow } R korlátos és zárt intervallumon értelmezett folytonos függvények és g sehol sem nulla, továbbá y0 ∈ int {\displaystyle J} és x0 ∈ int {\displaystyle I} akkor az
{\displaystyle y'=f(x)\!\cdot \!g(y)\,\quad \quad [y_{0}=y(x_{0})]\,}
kezdetiérték feladatnak van (nyílt intervallumon értelmezett differenciálható) megoldása és van olyan x0 körüli K ⊆ {\displaystyle I} nyílt intervallum, ahol bármely két megoldás egyenlő.
Bizonyítás. (Egzisztencia) Az 1/g függvény {\displaystyle J}-n értelmezett folytonos függvény, így létezik integrálfüggvénye. Legyen az y0-ban eltűnő integrálfüggvénye H. 1/g nem nulla, így az integrálszámítás első alaptétele és a globális inverzfüggvény tétel értelmében H invertálható és inverze diffeomorfizmus. Az y0 pont belső pontja {\displaystyle J}-nek, így létezik olyan V ⊆ {\displaystyle J} nyílt környezete. H ezt a 0 ∈ U nyílt halmazba képezi és H(y0)=0. De ha F az f függvény x0-ban eltűnő integrálfüggvénye, akkor F(x0) = 0 ∈ U, így F folytonossága miatt létezik x0-nak mint {\displaystyle I} egy belső pontjának olyan nyílt K környezete, hogy F(K) ⊆ U.
Ekkor az
{\displaystyle y:K\rightarrow J;\;x\mapsto H^{-1}(F(x))}
jól értelmezett, differenciálható függvény, mely – a kompozíció és az inverz függvény deriválására vonatkozó szabály értelmében – kielégíti a kezdetiérték feladatot.

(Unicitás) A formális megoldást végigkövetve látható, hogy az előbbi K intervallumon minden y megoldás a
H-1{\displaystyle \circ }F
függvénnyel egyenlő.

## Gyenge megoldások
Azt mondjuk, hogy az y ' = f(x)g(y) [y0 = y(x0)] kezdeti érték feladatnak y gyenge megoldása, ha y olyan intervallumon értelmezett folytonos függvény, mely megoldása a
{\displaystyle y_{0}+\int \limits _{x_{0}}f\cdot (g\circ y)=y}
integrálegyenletnek.
Állítás – Ha f : {\displaystyle I} {\displaystyle \rightarrow } R és g : {\displaystyle J} {\displaystyle \rightarrow } R integrálható függvények, rendre folytonosak x0 ∈ int {\displaystyle I}-ban és y0 ∈ int {\displaystyle J}-ben és ott nem nulla értékűek, akkor az y ' = f(x)g(y) [y0 = y(x0)] kezdeti érték feladatnak létezik gyenge megoldása.
Bizonyítás. Létezik olyan L zárt intervallum, hogy y0 ∈ L ⊆ int {\displaystyle I} és ebben 1/g mindenütt értelmezett továbbá
{\displaystyle H:=\int \limits _{y_{0}}{\frac {1}{g|_{L}}}}
invertálható, sőt inverzével együtt Lipschitz-függvény. Ugyanez igaz egy x0 körüli zárt V környezetre, az
{\displaystyle F:=\int \limits _{x_{0}}f|_{V}}
függvény esetén.
Ekkor
{\displaystyle H^{-1}\circ F}
megfelel az y kívánt tulajdonságainak.

## Szoftver
Xcas: split((x+1)*(y-2),[x,y]) = [x+1,y-2]